# Марго Мартиндејл
Марго Мартиндејл (рођена 1951)  је америчка глумица која се појављивала на телевизији, филму и сцени.  Године 2011. освојила је Еми награду и ТВ награду по избору критичара за своју понављајућу улогу Магс Бенет у серији Праведник. Била је номинована за награду Еми четири пута за своју понављајућу улогу Клаудије у серији Американци, освојивши је 2015. и 2016.  
Мартиндејл је позната по својим обимним споредним улогама у бројним филмовима као што су Фирма (1993), Марвинова соба (1996), Сати (2002), Девојка од милион долара (2004), Хана Монтана: Филм (2009), Август у округу Осејџ (2013), Аутомобили 3 (2017) и Медвед на кокаину (2023),
Имала је бројне понављајуће улоге у емисијама као што су Добра жена (2015–2016), Импичмент: Америчка крими прича (2021) и Госпођа Дејвис (2023). За улогу Беле Абзуг у мини серији Госпођа Америка (2020) добила је номинацији за награду Еми за најбољу споредну глумицу у ограниченој серији или филму. Такође се огласила у серији Боџек Хорсман. Дебитовала је на Бродвеју у оживљавању филма Мачка на врућем лименом крову 2004. за који је добила номинацију за награду Тони за најбољу глумицу у представи.

## Младост и образовање
Мартиндејл је рођена у Џексонвилу, као најмлађа од троје деце и једина ћерка Вилијама Еверета и Маргарет (девојачки Пруит) Мартиндејл.   Поред тога што је поседовао и управљао дрвном компанијом у Џексонвилу, њен отац је био познат као шампион паса у Тексасу и широм југа Сједињених Држава.
Њен најстарији брат је професионални голфер и дизајнер голф терена Били Мартиндејл. Средње дете, брат Боби Тим, умро је 2004.  Марго је учествовала у голфу, навијању и драми у школи, а крунисана је као фудбалска драга  и мис средње школе Џексонвил 1969. 
Након дипломирања 1969.  похађала је колеџ Лон Морис, а затим се пребацила на Универзитет Мичиген у Ен Арбору. Док је била у Мичигену, похађала је летње курсеве на Универзитету Харвард, појављујући се на сцени са будућим филмским и ТВ звездама Џонатаном Фрејксом и Кристофером Ривом. 

## Каријера

### 1980–2010
Почетком 1980-их, Мартиндејл је четири године радила у глумачком позоришту у Луисвилу, Кентаки, где је постала добра пријатељица са колегиницом глумицом Кети Бејтс.  Једна од њених првих телевизијских улога дошла је у минисерији Усамљени голуб (1989). Мартиндејл је глумила у неколико сценских продукција ван Бродвеја, од којих је најзначајнија улога Трувија Џонса у првој продукцији Челичне магнолије, а глумила је и на својој првој националној турнеји.  Мартиндејл је описана као карактерна глумица. Мартиндејлове филмске улоге укључују глуму заједно са Сузан Сарандон у Лоренцоовом уљу (1992) и Мртав човек хода (1995). Појавила се као докторка лика Леонарда Ди Каприја у Марвиновој соби (1997); и као себична мајка лика Хилари Свонк у Девојка од милион долара (2004). Остали филмови укључују Људску мрљу (2000) са Ентонијем Хопкинсом и Никол Кидман, Ничија будала (1994) са Полом Њуманом, 28 дана (2000) са Сандром Булок, Доказ живота са Раселом Кроуом и Мег Рајан и Љубавне чаролије (1998), поново са Никол Кидман и Сандром Булок.
Мартиндејл је дебитовала на Бродвеју 2004. као Велика мама у филму Мачка на врућем лименом крову , за шта је добила номинацију за награду Тони за најбољу глумицу у представи.   Играла је Руби у Хана Монтана: Филм (2009.).

### 2011–данас
Године 2011. Мартиндејл се придружио глумачкој екипи серије Праведник за другу сезону. Играла је улогу Магс Бенет, матичне породице Бенет, која је контролисала већи део активности наркотика у измишљеној верзији округа Харлан, Кентаки.  За своју улогу освојила је награду Еми за најбољу споредну глумицу у драмској серији. 
Након што је сазнала за номинацију, Мартиндејл је рекла да се нада да ће то отворити више врата за старије жене у Холивуду. „Људи се заиста идентификују са овим ликом [Магс Бенет] и мислим да је то зато што је то лик који је моћан, старији и изузетно зао“, рекла је она.  Добила је награду за најбољу споредну глумицу у драмској серији на Телевизијским наградама по избору критичара за улогу Магс Бенет. 
Мартиндејл је имао улогу у Августу: Округ Осејџ (2013), филмској адаптацији драме Трејси Летс награђене Пулицеровом наградом. Глумила је Мети Феј Ејкен, сестру главне јунакиње Вајолет Вестон (Мерил Стрип). Снимање је одржано у јесен и зиму 2012.   Мартиндејл се вратила на телевизију крајем јануара 2013. у шпијунској драми Американци. Глумила је Клаудију, КГБ-ову „ручницу“ двојице совјетских шпијуна који живе у хладноратовској Америци 1980-их. 
Играла је заједно у ситкому Милерови. Године 2015. почела је да понавља улогу Рут Истман, новог менаџера кампање Питера Флорика у филму Добра жена. Мартиндејл је поново преузео улогу Рут 2018. године у другој сезони Добре борбе, наставку Добра супруга. Појављује се као измишљена верзија себе у Нетфлик анимираној комедији Боџек Хорсман . Њена измишљена верзија је лако љута и темпераментно насилна, радећи као пљачкаш банке и честе криминалне пљачке. БоЈацк је доследно назива „цењена глумица Марго Мартиндејл“, док већина других ликова почиње да јој се обраћа са „Вољена“. 

За улогу америчког конгресмена Беле Абзуг у мини серији Госпођа Америка (2020) за коју је добила номинацију за Еми награду за најбољу споредну глумицу у ограниченој серији или филму. Недавне улоге укључују улогу Лучане Голдберг у Импичмент: Америчка крими прича (2021), Морин у Под будним оком (2022).

## Лични живот
Мартиндејл је удата за музичара Била Боалса од 1986. Имају ћерку Маргарет.

## Филмографија

### Филм
| Година | Наслов                   |
| ------ | ------------------------ |
| 1990   | Дани грома               |
| 1996   | Марвинова соба           |
| 1998   | Љубавне чаролије         |
| 1999   | У седлу са ђаволом       |
| 2000   | 28 дана                  |
| 2002   | Сати                     |
| 2004   | Девојка од милион долара |
| 2009   | Хана Монтана: Филм       |
| 2009   | Сироче                   |
| 2013   | Предивна створења        |
| 2013   | Август у округу Осејџ    |
| 2017   | Аутомобили 3             |
| 2023   | Медвед на кокаину        |

### Телевизија
| Година    | Наслов                                   |
| --------- | ---------------------------------------- |
| 1996      | Ред и закон                              |
| 1999      | Одељење за убиства                       |
| 1999      | Earthly Possessions                      |
| 2006      | Ред и закон: Одељење за специјалне жртве |
| 2006–2008 | Декстер                                  |
| 2009      | Обдарен                                  |
| 2012      | Два лица правде                          |
| 2012      | Стална мета                              |
| 2013      | Нова девојка                             |
| 2013      | Мајстори секса                           |
| 2013–2014 | Милерови                                 |
| 2013–2018 | Американци                               |
| 2014–2020 | Боџек Хорсман                            |
| 2015      | Мајк и Моли                              |
| 2015–2016 | Добра жена                               |
| 2017–2021 | Пачје приче                              |
| 2021      | Бесконачни воз                           |
| 2021      | Импичмент: Америчка крими прича          |
| 2022      | Под будним оком                          |
| 2023      | Госпођа Дејвис                           |

## Награде и номинације
| Година | Удружење                                     | Категорија                                                            | Номиновани рад                |
| ------ | -------------------------------------------- | --------------------------------------------------------------------- | ----------------------------- |
| 2004   | Награде Оутер Цритицс Цирцле                 | Изузетна истакнута глумица у представи                                | Мачка на врућем лименом крову |
| 2004   | Драма Деск Авардс                            | Изузетна истакнута глумица у представи                                | Мачка на врућем лименом крову |
| 2004   | Тони Авардс                                  | Најбоља глумица у представи                                           | Мачка на врућем лименом крову |
| 2004   | Награда Рицхард Сефф                         | Најбоља споредна глумица у бродвејској или ванбродвејској продукцији  | Мачка на врућем лименом крову |
| 2011   | Додела телевизијских награда Цритицс' Цхоице | Најбоља споредна глумица у драмској серији                            | Оправдано                     |
| 2011   | Награда Удружења за онлајн филм и телевизију | Најбоља споредна глумица у драмској серији                            | Оправдано                     |
| 2011   | Приметиме Емми Авардс                        | Изузетна споредна глумица у драмској серији                           | Оправдано                     |
| 2011   | Сателлите Авардс                             | Најбоља споредна глумица – серија, мини серија или телевизијски филм  | Оправдано                     |
| 2011   | Награде Удружења телевизијских критичара     | Индивидуални успех у драми                                            | Оправдано                     |
| 2013   | Награда Удружења за онлајн филм и телевизију | Најбоља гостујућа глумица у драмској серији                           | Американци                    |
| 2013   | Приметиме Емми Авардс                        | Изузетна гостујућа глумица у драмској серији                          | Американци                    |
| 2014   | Сателлите Авардс                             | Најбоља споредна глумица – серија, мини серија или телевизијски филм  | Американци                    |
| 2014   | Награде Удружења филмских глумаца            | Изванредна глумачка улога у филму                                     | август: округ Осаге           |
| 2014   | Приметиме Емми Авардс                        | Изузетна гостујућа глумица у драмској серији                          | Американци                    |
| 2015   | Грацие Авардс                                | Изузетна женска глумица у главној или гостујућој улози                | Американци                    |
| 2015   | Приметиме Емми Авардс                        | Изузетна гостујућа глумица у драмској серији                          | Американци                    |
| 2016   | Додела телевизијских награда Цритицс' Цхоице | Најбољи гостујући извођач у драмској серији                           | Добра супруга                 |
| 2016   | Приметиме Емми Авардс                        | Изузетна гостујућа глумица у драмској серији                          | Американци                    |
| 2018   | Додела телевизијских награда Цритицс' Цхоице | Најбоља споредна глумица у драмској серији                            | Снеаки Пете                   |
| 2019   | Награде Удружења филмских глумаца            | Изузетно извођење ансамбла у драмској серији                          | Американци                    |
| 2020   | Приметиме Емми Авардс                        | Изузетна споредна глумица у ограниченој серији или филму              | Мрс. Америца                  |
| 2021   | Додела телевизијских награда Цритицс' Цхоице | Најбоља споредна глумица у ограниченој серији или телевизијском филму | Мрс. Америца                  |